# Škofija Subotica
Škofija Subotica oziroma Subotiška škofija (latinsko Dioecesis Suboticana; angleško Diocese of Subotica; madžarsko Szabadkai egyházmegye; hrvaško Subotička biskupija; srbsko Суботичка римокатоличка епархија; nemško Bistum Subotica) je rimskokatoliška škofija v Vojvodini (Srbija) s sedežem v  Subotici.

## Opis
Sedanji redni ali rezidencialni škof (madžarsko megyéspüspök) je Fazekas. V škofiji so večinski prebivalci pravoslavni Srbi; katoličanov je med 1,012,821 prebivalci (2010) 289,591, kar znaša 28.6% in imajo 114 župnij. Po narodnosti so Madžari, Hrvati, Slovaki, Nemci in Cigani.  Druga krščanska skupnost v škofiji - protestanti -, so po narodnosti Madžari.
Subotiška škofija obsega južni del Bačke.Sedež škofije je Subotica, njena stolnica pa je Stolnica sv. Terezije Avilske v Subotici; njen zavetnik pa je Sveti apostol Pavel. Škofija je kot sufraganska povezana z Beograjsko metropolijo. Izmed vseh škofij, ki so povezane v Mednarodno škofovsko konferenco sv. Cirila in Metoda, ima največ katoliških vernikov; njen sedež je v Novem Sadu. Zasedanj Hrvaške škofovske konference se redno udeležuje tudi subotiški škof kot opazovalec, in sicer kot predstavnik bačkih Hrvatov. Papež Frančišek je 7. oktobra 2023 za rednega škofa imenoval dotedanjega začasnega upravitelja Ferenca Fazekasa.

### Ozemlje in verniki
Škofija obsega večji, tj. južni del pokrajine Bačka, kar pomeni okrog 8.000 km². Na zahodu in jugu jo omejuje reka Donava, na vzhodu Tisa, na severu pa državna meja med Srbijo in Madžarsko.
Na področju 8.042 km² je 2010 živelo 1.012.821 prebivalcev, ki se večinoma prištevajo k pravoslavnim Srbom. Katoličanov je bilo 289.591, kar pomeni 28.6% celotnega prebivalstva in so bili razdeljeni na 114 župnij. 

### Sosednje škofije
- Nadškofija Đakovo-Osek (jugozahodno)
- Škofija Požega (zahodno)
- Nadškofija Kaloča-Kecskemét (severozahodno)
- Škofija Segedin-Čanad (severovzhodno)
- Škofija Zrenjanin (Bečkerek) (jugovzhodno)
- Škofija Srem (južno)

## Zgodovina

### Nastanek in razvoj škofije
Zgodovino Subotiške škofije lahko bolje dojamemo, če jo postavimo v njen v njen Sitz im Leben, tj. v njen zgodovinski okvir. Ta jo pa neločljivo veže z zgodovino Ogrskega kraljestva ter Kaloške nadškofije, kakor tudi sosednje Čanadske škofije. Prvi ogrski krščanski vladar kralj sveti Štefan je namreč uredil v Panoniji cerkveno hierarhijo in med drugimi ustanovil tudi nadškofijo s sedežem v Kaloči, a 1030 tudi škofijo v Čanadu – ter na njeno čelo postavil benediktinskega blagovestnika Ogrov škofa Gerarda, ki je prispeval levji delež k pokristjanjevanju poganskih Ogrov v celotni Panoniji.
Po Štefanovi smrti se je začela državljanska vojna. Ogre je namreč motilo, da se je ta "svojeglavi tujec iz Benetk", Štefanov naslednik Peter, ki je odraščal pri očetu ter ni znal madžarsko niti ni poznal ogrskih običajev - obdal "s klepetavimi Lahi in rjovečimi Nemci". Nemiri so se polegli šele s prihodom "strogega pa pravičnega" kralja poljskega rodu svetega Ladislava, kar je omogočilo vsesplošni razcvet dežele za poldrugo stoletje.

### Eno stoletje – štiri nadloge
V XVI. stoletju so Kaloško nadškofijo, Ogrsko kraljestvo in celo Evropo doletele ena za drugo ali pa kar vse skupaj štiri hude nesreče in nadloge: kmečki upori, Mohačka bitka, zasedba krščanskih dežel
in verske vojne, da ne omenimo še drugih hudin, kot so kuga, kobilice in lakota.

#### Kmečki upori
Prva nadloga je bil množičen upor kmetov in drugih križarjev, ki so se prelevili v kruce. To je prineslo dvakratno nesrečo: namesto da bi se obrnili zoper nevarne sovražnike - Turke, ki so že oblegali meje kraljestva, se je čez stotisoč zbranih križarjev obrnilo zoper svoje gospodarje; opustošili so deželo in oslabili možno obrambo ter takorekoč odprli vrata mogočnemu nasprotniku, ki je to dogajanje budno spremljal. Nezadovoljstvo, ki je med ljudstvom tlelo zaradi raznih privilegijev gosposke ali prestrogega kaznovanja nekaterih tlačanskih prekrškov, je bilo podkrepljeno z novimi nauki o "ljudski cerkvi"; tako se sedaj ni obračalo več le zoper posamezne krivice ali nasilne gospodarje, ampak se je pod vplivom teh verskih »ljudskih« gibanj - katarov, husitov in bogumilov – katerih zamisli so postale osnova tudi Lutrovega nauka o krščanstvu brez papeža in posvečenih duhovnikov - pripravljala plodna tla za izredno hiter prodor protestantizma – sprevrglo v splošni upor zoper družbeni red in hierarhično ureditev, najsi bo svetna ali cerkvena.
1514 se je na Ogrskem na poziv papeža Leona X. na križarsko vojno zbralo čez stotisoč kmetov in nižjega klera; kmalu pa se je začelo širiti godrnjanje - morebiti zaradi slabe oskrbe in grdega ravnanja z nekaterimi prestopniki -, čemur se je pridružilo še vodstvo in tudi sam poveljnik Doža. On je napredoval prav zato, ker se je izkazal pogumnega in uspešnega v nedavnih bojih proti Turkom. Velikanska vojska, namenjena za boj proti "nevernikom", pa se je zdaj kot oborožena drhal obrnila zoper svoje gospodarje: ne le zoper posvetno, ampak tudi zoper duhovno gosposko. Tako so uporniki med drugimi nabili na kol tudi čanadskega škofa Csákija. Kljub temu, da so dosegli v začetku precej presenetljivih zmag, so bili na koncu poraženi – a njihov vodja kruto mučen in umorjen, skupaj z mnogimi soudeleženci. Dežela je bila opustošena, ljudstvo pa med seboj nepomirljivo sprto. V takih razmerah je bil papež prisiljen preklicati križarsko vojno, ki bi verjetno še tik pred zdajci zaustavila osmansko prodiranje proti Srednji Evropi.

#### Usodna Mohaška bitka
To stanje so spretno izkoristili Turki, ki so z veliko vojsko pod mladim, častihlepnim in sposobnim Sulejmanom dobro desetletje nato prihrumeli v Panonijo in v bitki pri Mohaču 1526 kljub žilavemu odporu in junaški borbi popolnoma  porazili krščansko vojsko; poleg kralja je življenje izgubilo 30 visokih plemičev in sedem škofov, med njimi tudi čanadski Csaholi. 29. avgusta 1526 je namreč sultanova vojska v komaj poldrugi uri na Mohaškem polju porazila vojaško moč Ogrskega kraljestva. Med bitko je padel tudi poveljujoči kaloški nadškof Tomori ter cvet deželnega plemstva; med begom pa je izgubil življenje v do danes nepojasnjenih okoliščinah tudi sam kralj, komaj dvajsetletni Ludvik, ki se je sicer pogumno spopadel s številnejšimi sovražniki.
Od Mohaške bitke 1526 pa vse do 1918 je  prevzela odločilno vlogo v zgodovini Ogrske, Češke in celotnega Podonavja Habsburška rodovina. Posledice turškega vojskovanja, maščevanja in ropanja je dodatno poslabšala temu sledeča državljanska vojna med tekmecema, od katerih se je eden neskrito povezal s sovražniki; postopoma je bil uničen velik del verskih in prosvetnih, gospodarskih in kulturnih ustanov; do 1570 je Ogrska postopoma izgubila kar 40 % svojega prejšnjega ozemlja – 120.000 km² – za šest Slovenij. V bitki je padlo 16.000 kristjanov; obglavljeno je bilo cerkveno in posvetno vodstvo, saj je padlo sedem cerkvenih dostojanstvenikov in trideset višjih plemičev. Na krščanski strani se je sicer hrabro bojevalo 25.000 vojakov, vendar niso imeli nikakršnih možnosti proti vsaj trikrat večji in bolje opremljeni ter oskrbovani premoči Osmanov. Najusodnejša posledica poraza pa je bilo upadanje krščanskega prebivalstva na zasedenih ozemljih, medtem ko so mestom novi gospodarji vse bolj vsiljevali muslimanski videz.

#### Osmanska zasedba
Tretja nesreča je bila torej turška zasedba. 1552 je padla trdnjava Temišvar - in z njo celotno ozemlje Čanadske škofije. To je pomenilo preganjanje kristjanov, ki so postali drugorazredni državljani; duhovniki pa so se morali ali umakniti ali skrivati; novi oblastniki so krščansko rajo hudo obdavčili, jemali krvni davek harač – in praktično izbrisali krščanstvo iz javnosti. To zatiranje je preživelo le nekaj cerkva in župnij, saj ni bilo dovoljeno graditi novih. Škofje so upravljali svoje škofije le od zunaj. Zanimivo, da so nove oblasti trpele pripadnike frančiškanov kot neke vrste dervišov. Že sveti Frančišek si je med večletnim bivanjem v Sveti deželi s svojo miroljubnostjo in skromnostjo pridobil naklonjenost sultana, ki ga je odslovil s pohvalnimi besedami ter dovolil njegovemu redu oskrbo romarjev po svetih krajih. Frančiškani so tako mogli vsaj omejeno delovati v blagor duš tudi na področju Čanada: v Temišvarju, pa po znanih Marijinih božjih potih na Lipovi in na Radni.

#### Verske vojne med kristjani
Zgodovinar Holzer pravi glede izbruha in širjenja reformacije: 
| Die Kirche vor der Reformation | Cerkev pred reformacijo |
| --- | --- |
| Die Reformation, "die gröβte Katastrophe für die Kirche seit ihrem Bestehen" (Lortz), hatte ihren Anfang genommen. Die Reformation war jedoch nicht die Tat eines einhzelnem Mannes, sondern ein langer Prozeβ, den schon Joachim von Fiore eingeleitet hatte, der von Philipp IV., Wilhelm von Ockham, Marsilius von Padua, den Katharern, Waldensern, von Wiclif und Hus vorangetrieben wurde und bis zu Luther führte, der durch persönliche Probleme veranlaβt, zum Funken wurde und ein schon lange bereitstehendes Pulverfaβ zur Explosion brachte. | S tem se je začela »za Cerkev največja nesreča vse od njenega začetka,«, kot je reformacijo označil Lortz. Vendar reformacija ni bila delo enega samega človeka, ampak daljše dogajanje, ki ga je vpeljal že Joahim Florski , ga nadaljevali Filip Lepi, Viljem Okamski, Marsilij Padovanski, katari, valdežani, Wiclif in Hus in je pripeljalo vse do Lutra, ki so ga vodili osebni problemi, da je postal iskra, ki je povzročila, da je že dolgo pripravljeni sod smodnika eksplodiral. |

Res je sicer, da je med verniki že skozi desetletja odmeval klic po obnovi Cerkve in capite et in membris. To je poskusil udejanjiti – seveda neuspešno – tudi Peti lateranski koncil. Ko pa se je reformacija začela, so se »duhovnim« nagibom kaj kmalu primešali čisto »posvetni«, ki so pripeljali do krvavih dolgoletnih verskih vojn. Papež Leon X. je še pred svojo smrtjo brezuspešno poskušal pomiriti med seboj se vojskujoče evropske vladarje in poslal ogrskemu kralju kot pomoč trideset tisoč zlatnikov; obenem pa se je tudi sam zapletel v vojno s francoskim kraljem Francem; s pomočjo Karla V. je Francoze izgnal iz Milana. Ti spori so bili kot voda na mlin osvajalskim osmanskim težnjam, ki so 1521 zasedli Beograd, 1526 pa v bitki pri Mohaču porazili Ogrsko kraljestvo, ki je v tem neenakem boju na življenje in smrt bilo prepuščeno samo sebi. 
Reformacija se je iz Nemčije bliskovito širila na sever in vzhod, iz Švice pa na jug in vzhod, tudi na Ogrsko in Poljsko. Najmočnejši razširjevalec ni bila gorečnost pridigarjev niti hrepenenje ljudstev, kot skušajo to večkrat prikazati; glavni razlog je bil odvzem cerkvene zemlje, trinoštvo zemeljskih gospodov in radovednost po novotarijah. Katoličane in zlasti škofe so začeli preganjati, in mnogi so končali življenje v ječi ali na morišču, med drugim tudi na Švedskem, kjer je luteranstvo postalo državna vera. »To je bila taka reformacija« - pravi protestant Leon – »ki je ustrezala skoraj izključno čutnim zadovoljstvom in kraljevemu pomanjkanju denarja: cerkveno in samostansko zemljo si je prisvojil in podelil z velikaši, da bi se seveda sam gmotno najbolj opomogel.«
Čeprav se mnenja krešejo v zvezi z mitom, da je 31. oktobra 1517 Luter pribil na vitenberška cerkvena vrata svojih latinskih 95 tez – se zgodovinarji strinjajo, da se je takrat začela reformacija, katere učenje se v marsičem razlikuje od katoliškega – in mu vsaj v petih važnih točkah očitno nasprotuje: 
1. Sola Scriptura (samo sveto pismo),
2. Solus Christus (samo Kristus),
3. Sola Fide (samo vera),
4. Sola Gratia (samo milost) in
5. Soli Deo Gloria (samo Bogu gre slava).

To bi lahko preprosteje strnili takole: "Za zveličanje je zadosti samo sveto pismo (brez ustnega izročila), samo Kristus (brez Marije, angelov in svetnikov), samo vera (brez del), samo milost (brez lastnega sodelovanja) ter samo Bog (brez papeža, duhovnikov in zakramentov). Taki nauki so bili očitno v nasprotju z izročilom in katoliškim naukom, pa tudi s svetim pismom, ki je bilo po njihovem mnenju v središču protestantskega oznanjevanja. Zaradi načela, da vsakdo lahko razlaga sveto pismo po svoje, pa tudi zaradi avtoritarnega Lutrovega nastopanja, so se sprli in ločili že prvi reformatorji; nekatere enostranske razlage pa so skušali že tedaj nekateri protestantski teologi omiliti; zlasti to velja za trditev, da je vera brez dobih del zadostna za zveličanje.
Navadni in neuki verniki se niso dosti razumeli na te odtenke, vendar jim je bilo v "novi veri" najbolj očitna odprava spovedi in celibata;  najbolj vidno pa je bilo nasprotovanje češčenju svetih podob. Temu je sledilo uničevanja dragocene "malikovalske" kulturne dediščine in se je tega "poslanstva" udeleževal celo sam Luter. Ščitil ga je namreč ravno taisti saški volilni knez Friderik, ki bi ga moral držati v ječi; pa ga je le navidezno zaprl na grad Wartburg, kjer ga ni smel videti nihče razen služabnikov, ki sta mu nosila hrano in skrbela za njegovo sobo, dokler mu ni zrasla brada in ni bilo več opaziti duhovniške tonzure. Vmes je bil nekaj dni skrivaj v Wittenbergu, kjer so njegovi pristaši oskrunili več cerkva, razbili oltarje in kipe svetnikov, uničili svete podobe in odpravili mašo. Lutra pa se je zaradi prevratniškega toka reformacije polaščala vedno hujša otožnost; mučili so ga dvomi in očitki vesti; večkrat pa se mu je zdelo, da ga zalezuje hudič; prepričan, da je želel le prenovo (=reformacijo, reformo), ne pa prevrata (=revolucije), se je večkrat spraševal, ali je res resnica na njegovi strani in ali še drži potek reformacije pod nadzorom.
Novo, v marsičem manj zahtevno učenje (npr. glede spovedi za vse vernike in celibata za duhovnike), se je neverjetno hitro (raz)širilo po celi Evropi; tako tudi po Ogrskem kraljestvu kot v Čanadski škofiji. K temu so levji delež prispevala nesoglasja med svetorimskim cesarjem Karlom in rimskimi papeži (začenši z Leonom), ki jih je bolj skrbela varnost njihove zemeljske države kot pa usoda duhovnega katolištva; najbolj se je namreč papeštvo balo, da bi kaka velesila obkrožila njihovo ne ravno veliko zemeljsko posest. Karel V. je bil glede na dane možnosti pravzaprav večji varuh katoliških interesov kot sami papeži. Po doseženi spravi ga je Klemen VII. na njegov rojstni dan, 24. februarja 1530, v Bolonji vendarle okronal kot poslednjega za rimskega cesarja.
Protestantizem se je na ogrskih tleh pojavil zelo zgodaj - že pred Mohaško bitko, ko so ga širili razni potujoči pridigarji in študentje. Na ljudstvo je napravil večji vtis resni, asketski in depresivni Kalvin kot pa življenja, številne družine ter dobre jedače in pijače željni Luter. Takrat so Madžari dobili tudi prvi popolni prevod svetega pisma, ki ga je 1590 pripravil Károlyi.
Do konca 16. stoletja se je tako protestantizem razširil skoraj po celem kraljestvu, čeprav je dežela uradno še vedno bila katoliška - kar je pripeljalo do dolgotrajnih verskih vojn po celi Evropi, pa tako tudi po Ogrskem; poleg tega pa so bili sami protestanti medsebojno hudo razdeljeni: pripadniki višjega plemstva so bili evangeličani, nižje plemstvo kalvinci, nemški prebivalci svobodnih mest luteranci, po trgih in vaseh pa so Madžari bili samosvoji reformati - kot se še v madžarščini še danes imenujejo: "reformirani" oziroma "reformati" (latinsko reformati; madžarsko reformátusok) - zlasti na Sedmograškem.
Nietzsche je torej z razlogom smatral reformacijo za „veliko zgodovinsko nesrečo“, ki je razdelila nemški narod; pa ne samo nemškega, ampak tudi ogrskega in druge; in jo zato cerkveni zgodovinar Holzer ima za „najhujšo nesrečo krščanstva“, - ker je nepomirljivo razdelila kristjane na več nasprotnih taborov in jih sprla med seboj vse do dandanes. To pa ni ostalo le na akademski ravni, kakor tudi med glavnimi vzroki tega gibanja niso bila le verska vprašanja, ampak (predvsem) čisto posvetna, ki so le pod verskim plaščem izbruhnila na plan. Redno se je namreč dogajalo, da je zemeljski gospodar s sprejetjem „nove vere“ postal tudi lastnik cerkvenega premoženja. Švedski kralj Gustav, ki je pri vstopu na prestol moral priseči, da bo branil katoliško vero – se je takoj nato polastil cerkvene zemlje - kar je pomenilo polovico dežele - in začel preganjati katoličane. Ni osamljeno mnenje, da kljub nekaterim pozitivnim vrednotam, - v reformaciji pravzaprav ni bilo nič osvobajajočega – ampak je postala povod za desetletja trajajoče verske vojne, ter so tako kristjani postali lahek plen Osmanov, ki so širili islam po Evropi. Cesar Karel V. je spoznal, da so mu dogodki ušli z vajeti; zato se je pred prelivanjem krvi - ki bi vsekakor sledilo vračanju v prvotno stanje - raje umaknil v samostansko tišino, kjer je preživel zadnja leta v molitvi in pokori.

### Obnovitev, osvoboditev in naselitev
Kaloško-baška nadškofija (nadškofija Kaloče in Bača - Arcidioecesis Colocensis et Bachiensis) je imela pod svojim okriljem številne škofije. Na zemljevidu je pobarvano področje, ki ga je obsegala v 18. stoletju in sicer se je razprostirala po uvedbi dualizma v ogrskem delu Avstroogrskega cesarstva; njene naslednice nahajamo v več današnjih državah: Madžarski, Srbiji, Romuniji in Hrvaški.

#### Katoliška obnova
Pri katoliški obnovi ne moremo mimo njene vodilne osebnosti, jezuita in kardinala Petra Pazmanja, Ogrskega škrlatnegai Cicerona. 
Rodil se je  v Velikem Varadinu v samostojni kneževini Sedmograški v samosvoji reformatski plemiški družini. Po smrti prve žene Marjete se je 1582 njegov oče Nikolaj (Miklós Pázmány) – župan v Bihorju, oženil s katoličanko Barbaro (Borbála Toldy). Pod vplivom mačehe in prvega madžarskega jezuita – sorodnika Štefana (István Szántó) - se je kot trinajstletnik s celo družino 1583 vrnil v katoliško vero. To ni bilo nič nenavadnega, saj so v tistih nemirnih časih ogrski plemiči menjali glede na razmere svojo veroizpoved skoraj dnevno. Stric je menil, da je "stara" (tj. katoliška) vera le bolj zanesljiva od "nove" (tj. protestantske), pa so ga poslali 1583 v jezuitsko gimnazijo v Klužu,a že 1588 je vstopil tudi sam v Družbo Jezusovo in postal 1597 profesor filozofije v Gradcu. 
1600 se je temeljito izobražen vrnil na Ogrsko, kjer je začel neutrudno pisati pisma in knjige, v katerih je dokazoval pravilnost katoliške vere v primeri s protestantskimi učenji. Kmalu je postal škof v Nitri, 1616 ostrogonski nadškof, končno pa 1629 kardinal in primas celotne Ogrske. Na svoj sedež v Ostrogonu pa ni mogel zaradi turške zasedbe, ampak je redno bival v Trnavi.
Pazmanj ni stal križem rok, ampak je želel zaustaviti neovirano nastopanje protestantskega pridigarja Madžarija, ki je v iz nemščine prevedeni knjigi Vzroki za veliko pokvarjenost v deželi (1602) dolžil „malikovanje“ v Katoliški Cerkvi za glavnega krivca vseh nesreč. Peter se je takoj spravil k pisanju in v Odgovoru Štefanu Madžariju (1603) dokazoval nasprotno, češ da pa je temu vzrok protestantizem. Pred nastopom jezuitov se namreč ne dovolj izobražena duhovščina protestantskim napadom na katolištvo sploh ni upala ugovarjati. Peter pa je s svojim vsestranskim znanjem - tudi hudomušnostjo in dobrohotnostjo – prisilil nasprotnike k molku, a nekatere je vendarle pridobil; kadar njegovi železni logiki niso znali ugovarjati, so se morali omejevati le še na osebne napade, tudi oborožene.
Katoliško obnovo so na Ogrskem uspešno izvajali jezuiti, a Pazmanj je s pisanjem, pridiganjem in še zlasti z osebnimi stiki s soplemiči privedel nazaj v katolištvo cele plemiške rodovine, oni pa svoje podložnike. Trudil se je za povrnitev miru med kristjani in veliko prispeval k podpisu mirovnega sporazuma 1622 med kalvinskim vladarjem Sedmograškega Betlenom in katoliškim svetorimskim cesarjem Ferdinandom po vseuničujoči tridesetletni verski vojni. V sporazumu je bilo tudi določilo, da morajo zemljiški gospodje svojim podložnikom omogočiti svobodno odločanje glede veroizpovedi.
Peter Pazmanj je bil glavno gibalo katoliške obnove in po pravici pravijo, da "se je rodil v protestanski, a umrl v katoliški Ogrski"; – in tako imajo tudi danes na Madžarskem katoličani več kot dvetretjinsko večino, medtem ko je v Vojvodini in Čanadski škofiji odstotek še mnogo višji.
Kosztolányi celo pravi, da je Pazmanj poleg tega oče in zakonodajalec madžarske proze, ki je bila v njegovem času korenitejša in jedrnatejša od poznejše, ko so svobodomiselci iz nje "očistili" veliko besed in zvez slovanskega izvora.

#### Osvoboditev izpodturškegajarma
1716 so avstrijske čete pod vodstvom Evgena Savojskega – „očeta Podonavskih Švabov” – v kratkem času osvobodile najprej Srem v bitki pri Tekijah, 6. avgusta 1716.  Istega leta so osvobodili kristjani celotni Banat in njegovo najpomembnejše mesto in trdnjavo Temišvar, kar je omogočilo oživitev Čanadske škofije. Ker je bil Čanad opustošen, je postalo novo središče Segedin; škof Nádasdy je tam ustanovil stolni kapitelj in oživljal stare ter ustanavljal številne nove fare; tu so odprli šolo jezuiti, ki so poleg frančiškanov delovali v prid duhovne obnove.
Ne čudi torej, da so tako cerkvene kot svetne temišvarske oblasti leta 2016 več mesecev nadvse slovesno praznovale spomin na dan, ko je pred tremi stoletji, 12. oktobra 1716, turški paša izobesil belo zastavo na temišvarski trdnjavi, in je tako Evgen Savojski neverjetno hitro uspel vrniti kristjanom celotno srednjeveško Ogrsko kraljestvo. To je namreč pomenilo začetek verske in družabne obnove, ponovne naselitve in vsestranskega razvoja. Omenimo še, da je Mehmed paša takrat uvidel, da bo z vdajo lahko rešil življenje svojih vojakov. Princ Evgen pa je držal besedo in po viteško dovolil turški vojski prost umik z vso prtljago; in da ogorčeno ljudstvo ne bi napadlo neoboroženih poražencev, jim je določil v varstvo petsto konjenikov ter jim podaril še tisoč bojnih vozov. Ni ravnal tako podlo kot podivjani Turki sto štiriinšestdeset let prej, ki so kljub vdaji pred temišvarskimi vrati pred očmi turškega poveljnika kljub jamstvu izdajalsko umorili junaka Losoncija in njegove hrabre tovariše.

#### Naseljevanje narodov
Najprej so začeli skoraj prazni Banat in Bačko naseljevati predvsem katoliški Nemci ter Bolgari-Palčani, ki so bežali pred Turki iz strahu pred maščevanjem zaradi neuspele vstaje; vodil jih je frančiškan Stanislavič, ki je postal čanadski škof (1739-1750) in je takoj po prihodu (1740) ustanovil stolni kapitelj. Naseljevali pa so se tudi drugi narodi kot Madžari, Čehi in Hrvati. 
Avstrijska cesarica Marija Terezija je (bila) pri ljudstvu toliko v čislih, da še dandanes le njej pripisujejo vse zasluge naseljevanja in napredovanja, čeprav je pri tem velikopoteznem načrtu skozi celo stoletje sodelovalo vsaj pet avstrijskih oziroma svetorimskih cesarjev.

### Najnovejše obdobje

#### Preganjanje podTurkido nastankaKraljevine Jugoslavije
V kratkih črtah preglejmo zgodovinske-cerkvene razmere, ki so pripeljale v jugoslovanskem obdobju do nastanka nove, Subotiške škofije.
Nadškofija v Baču najverjetneje izhaja že od svetega Metoda v 9. stoletju. 1135 se je bačka nadškofija združila s kaloško in je nastala Bačko-Kaloška nadškofija z dvema stolnima kapitljema, od katerih je bil pomembnejši in premožnejši tisti v Baču; tako je metropolit bival zdaj v Baču, zdaj v Kaloči. V Bački je cvetelo versko življenje, saj je do Mohaške bitke 1526 obstajalo deset moških in devet ženskih opatij. Turki niso uničili le samostanov, ampak tudi romarska božjepotna svetišča ali jih spremenili v muslimanska, kot na primer sremske Tekije. Po turškem porazu so se začeli na opustošena področja naseljevati tudi Nemci in Slovaki. 
Po prvi svetovni vojni sta dobri dve tretjini bačko-kaločke nadškofije pripadli Kraljestvu Srbov, Hrvatov in Slovencev. Zato je Sveti sedež 1923 ustanovil za ta del posebno upravo (administraturo) s sedežem v Subotici; za prvega škofa je bil posvečen 1. maja 1927 dotedanji župnik pri Sv. Tereziji v Subotici Lajčo Budanović (1873-1958). 

#### Povojno obdobje in sedanjost
Med Drugo svetovno vojno je Bačka cerkveno zopet podpadla pod madžarsko Kaločo; škofa Budanoviča so odgnali v budimpeštanske zapore, od koder se je vrnil po končani vojni na svoje prejšnje mesto. Hudo ga je prizadel okruten komunističen pregon zlasti nemških katoličanov (=Donauschwaben), ko je Bačka na ta način izgubila tretjino svojih vernikov. Umrl je 16. marca 1958 in so ga pokopali v subotiško stolnico pod oltar Marije Vnebovzete. 
Že 1956 je dobil pomožnega škofa v osebi Zvekanoviča, ki se je z mladostno vnemo vrgel na delo, na obnovo opustošene škofije, in zgradil semenišče Paulinum, kakor tudi dom za onemogle duhovnike Josefinum.   
Pavel VI. je 25. januarja 1968 ustanovil na področju bačke apostolske uprave novo, subotiško škofijo, ter ji postavil na čelo prvega rednega (rezidencijalnega) škofa – Zvekanoviča, ki je umrl 21. aprila 1991 ter je pokopan v subotiški stolnici v novi škofijski grobnici pod nekdanjim oltarjem Svetega Jožefa. 

### Belograjski nadškofje in subotiški škofje
Ko je 19. decembra 1986 papež Janez Pavel II. ustanovil beograjsko metropolijo, ji je pridružil kot sufraganski Zrenjaninsko in Subotiško škofijo. Za prvega nadškofa in metropolita je bil v Rimu posvečen 6. januarja 1987 Slovenec Franc Perko, a njegov naslednik, ki je bil posvečen 24. maja 2000 na Rakovniku v Ljubljani, je postal 16. aprila 2001 salezijanec in rojak Stanislav Hočevar. 
Njegov naslednik je od 2022 prejšnji zrenjaninski škof, ki je postal 2024 prvi kardinal v Srbiji, Ladislav Nemet
| Slika | Ime, služba    | Datum in kraj rojstva | Imenovanje               |                                         |
| ----- | -------------- | --------------------- | ------------------------ | --------------------------------------- |
|       | Ferenc Fazekas | Stari Bečej           | rojen 29. september 1958 | subotiški redni škof: 7. oktober 2023   |
|       | János Pénzes   | Bajmok                | rojen 10. avgust 1943    | subotiški zaslužni škof: 25. april 1989 |